# Caravan (aanhangwagen)

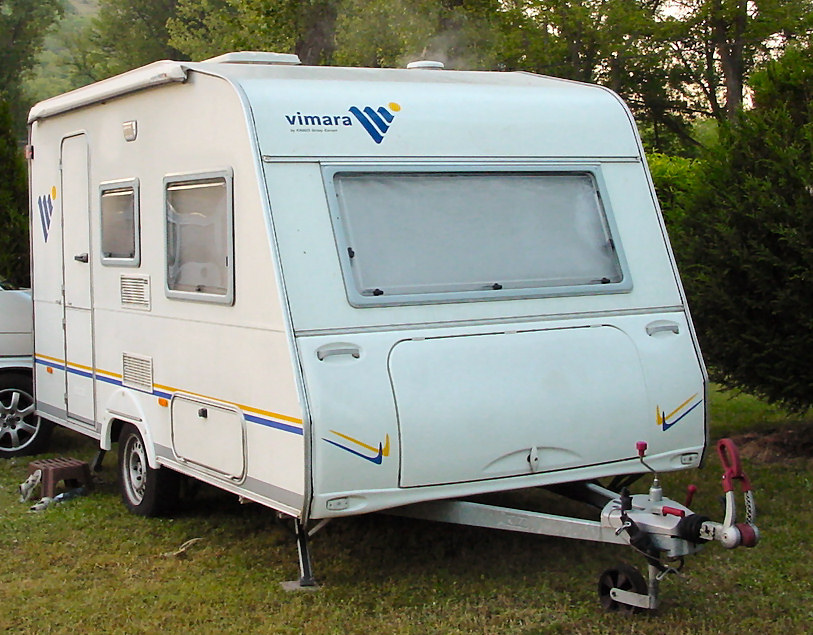
Caravan met een carrosserie van sandwichplaat

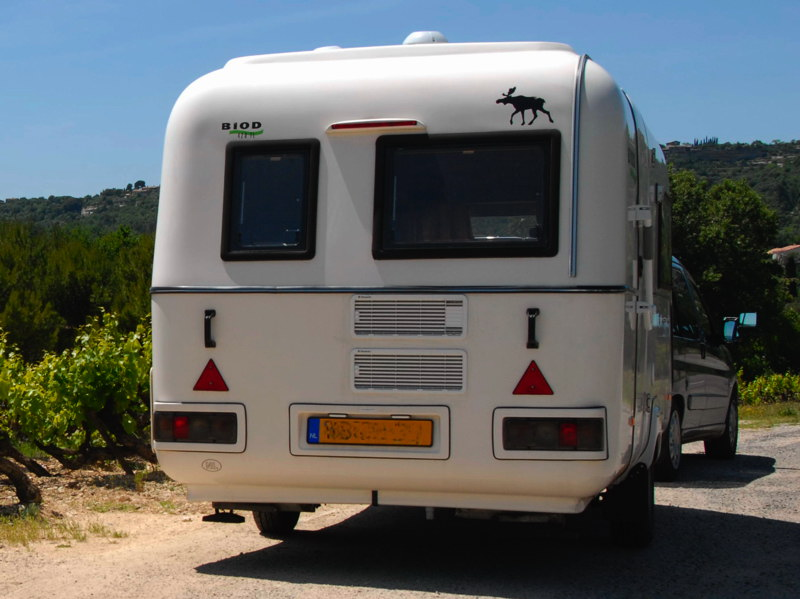
Caravan met een polyesterschaal als carrosserie

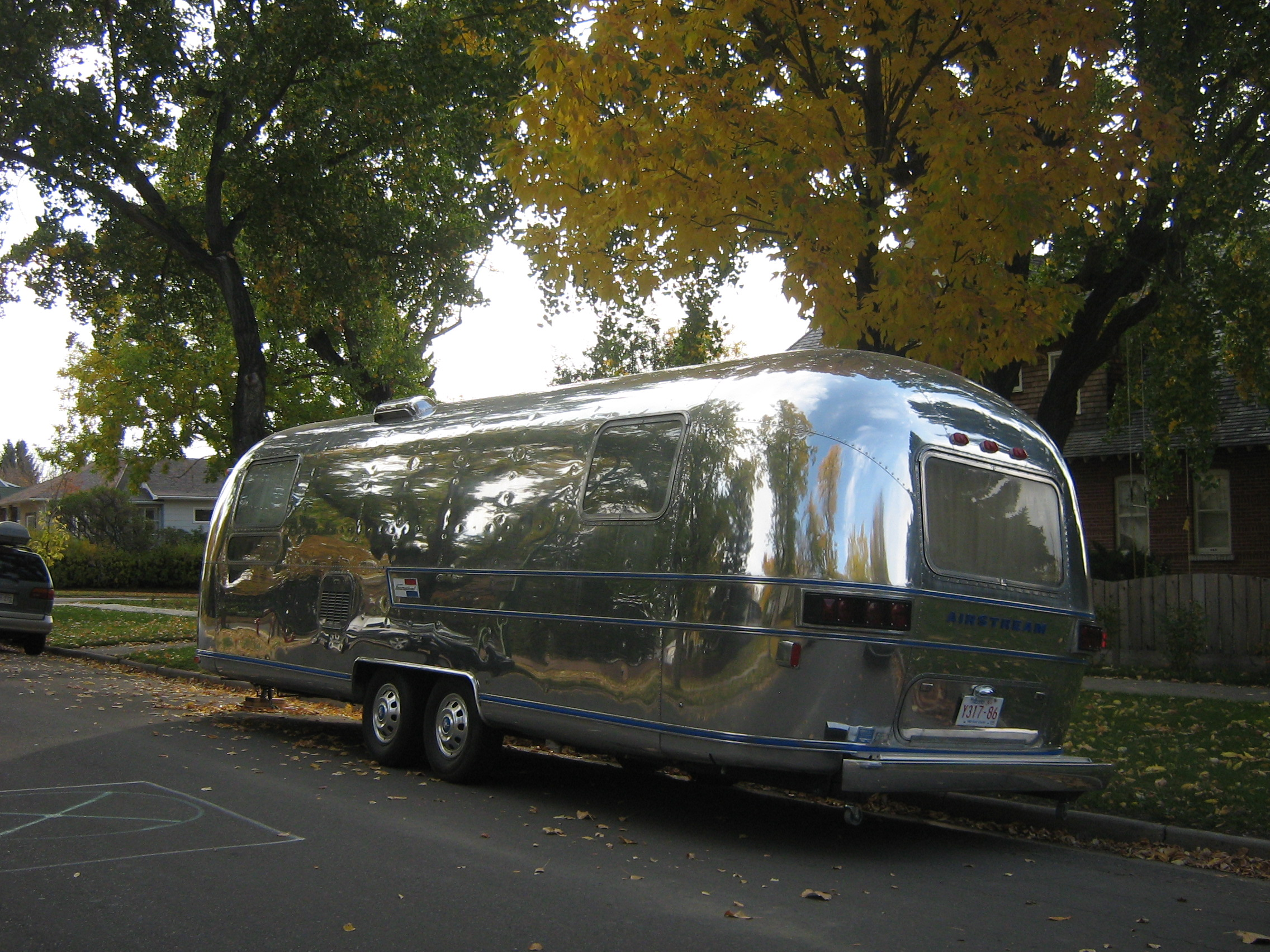
Caravan met een carrosserie van in twee richtingen gebogen aluminium plaat

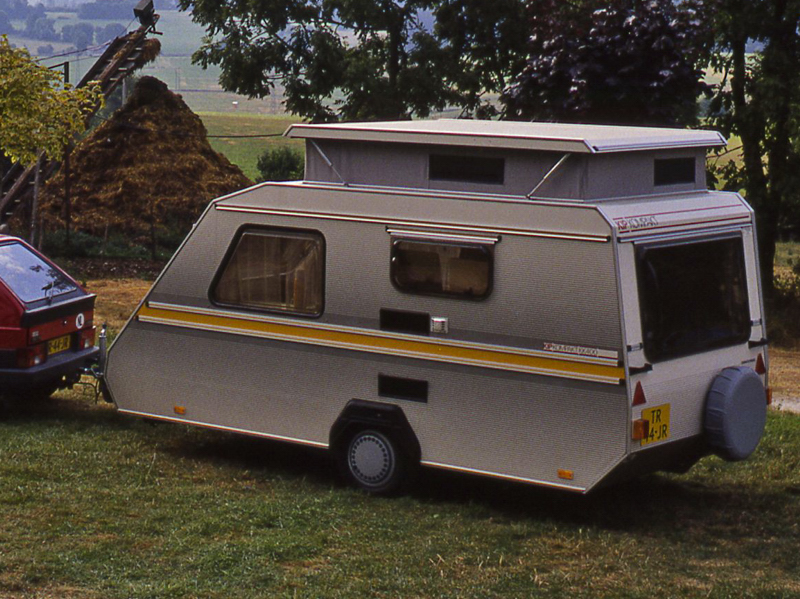
Caravan met hefdak

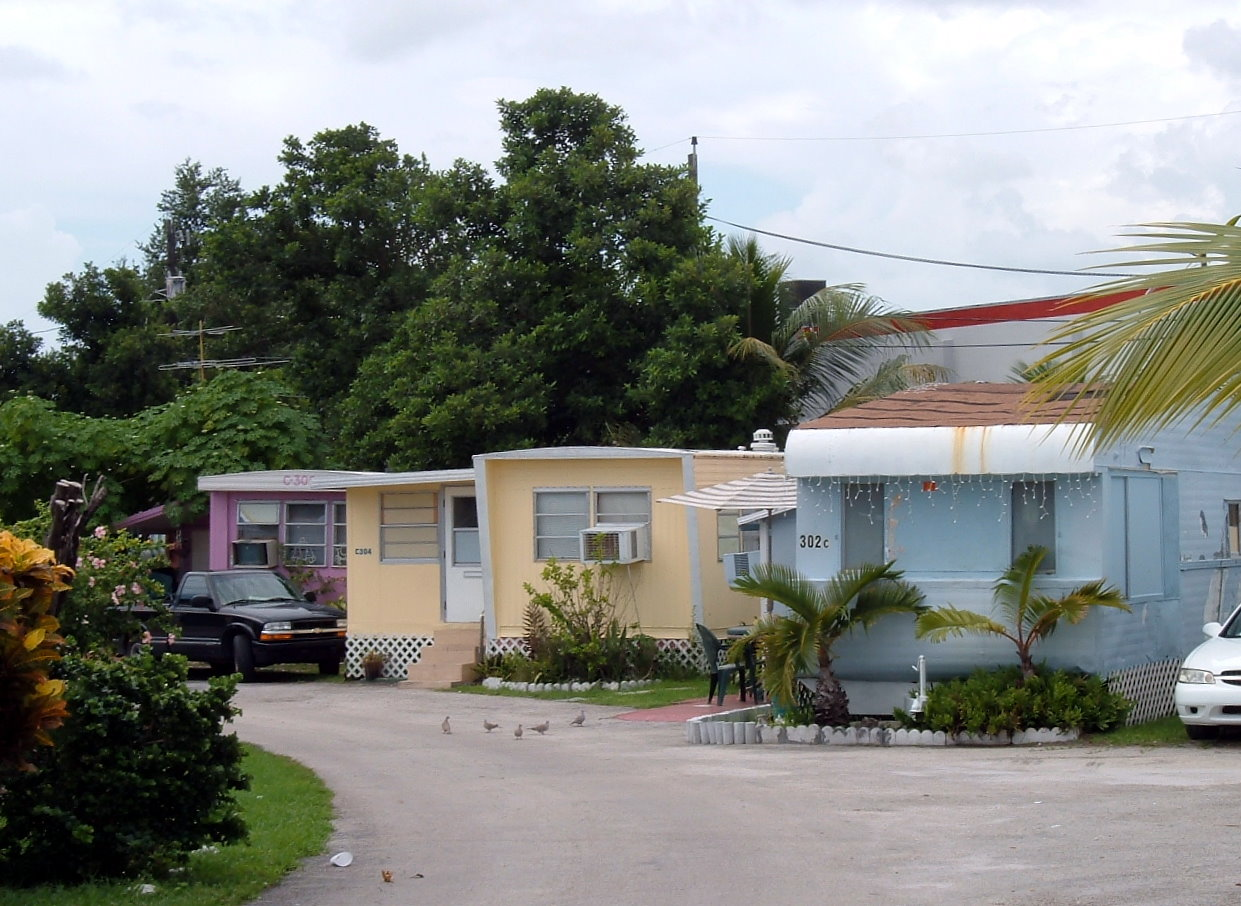
Stacaravans

Een caravan (uit het Perzisch "karawan": karavaan) is een verplaatsbare woning die met behulp van een trekhaak achter een auto kan worden bevestigd, dus een aanhangwagen om in te kamperen. Voor de meeste mensen is een caravan uitsluitend hun woning gedurende een vakantie, maar sommigen wonen er permanent in. Vaak zijn dit mensen met een beroep waarvoor zij voortdurend moeten reizen, bijvoorbeeld medewerkers van een circus.
Vakantiegangers reizen met de caravan naar een kampeerterrein waar zij een staanplaats huren. Caravans die zo groot zijn dat ze niet achter de auto over de weg vervoerd kunnen en mogen worden, worden stacaravans genoemd. Deze worden door een transportbedrijf op hun staanplaats afgeleverd, waar ze meestal permanent blijven.
Een caravan mag meestal niet voor langere tijd op de openbare weg geplaatst worden; de meeste mensen zetten hun caravan in een caravanstalling als zij hem niet gebruiken. Deze caravanstallingen worden veelal geëxploiteerd door een professional of door een agrariër. Bij mensen die een garage of een grote schuur hebben, staat de caravan soms ook daar als deze niet gebruikt wordt.
Caravans worden meestal verkocht door caravanbedrijven die veelal aangesloten zijn bij de BOVAG en FOCWA en naast verkoop ook onderhoud plegen aan caravans en vouwwagens.
De caravan kan gezien worden als de opvolger van de woonwagen, die veelal door een paard wordt getrokken. In sommige talen, zoals in het Duits, is er geen verschil tussen caravan en woonwagen.

## Geschiedenis
De precieze datum van het ontstaan van de caravan is onbekend. Het is echter wel bekend dat een mobiel vakantiehuis al honderden jaren bestaat. Rond het jaar 1800 gold een dergelijke caravan als de thuisbasis van Napoleon gedurende de veldtochten. In die tijd werd de caravan echter nog getrokken door paarden. Niet veel later werden caravans ook gezien als woningen voor mensen die veel onderweg waren. Deze reputatie heeft de caravan vandaag de dag nog. Echter wordt de caravan nog het meest gebruikt voor zijn recreatiemogelijkheden, wat het ook een van de populairste vakantieaccommodaties maakt onder de Nederlanders.

## Techniek

### Carrosserie
De hoofdconstructie van de carrosserie wordt gevormd door wanden en dak van vlakke sandwichplaat of door een polyesterschaal uit een stuk. Vlakke sandwichplaat wordt ook wel gecombineerd met een polyester voor- en/of achterwand.
Andere carrosserieconstructies zijn een met aluminium plaat bekleed stalen frame en een carrosserie van in twee richtingen gebogen aluminium plaat.
Ter verlaging van de luchtweerstand worden caravans aan de voorkant of aan alle kanten afgerond. Soms wordt ter beperking van de rij-hoogte een hefdak toegepast.
De vloer is van hout (multiplex) of van composiet. De ramen zijn bij moderne caravans van dubbelwandig doorzichtig kunststof.
De toegangsdeur bevindt zich soms achteraan, maar meestal opzij, bij rechts verkeer aan de rechterzijde. Britten geven vaak de voorkeur aan een continentale caravan, dat wil zeggen met de deur rechts, omdat ze de wagen vooral op het continent gebruiken.

### Onderstel
Het onderstel bestaat in de regel uit verzinkte stalen delen. Soms wordt aluminium toegepast. Er zijn experimenten gaande met een zelfdragende carrosserie van polyester, dus zonder metalen chassis.
De as is meestal een staal- of rubbergeveerde torsie-as. Een starre as komt zelden voor.
Moderne caravans zijn, bijna zonder uitzondering, voorzien van een oplooprem. Beide wielen zijn voorzien van een trommelrem of schijfrem. De remmen worden bediend door een oploopinrichting in de dissel.
Voor een stabiel weggedrag wordt vaak een stabilisator toegepast.
Voor het stabiel opstellen zijn op alle hoeken uitdraaisteunen aangebracht.
Opties zijn:
- Voor het over kleine afstanden zelfstandig verplaatsen kan een elektrische mover worden aangebracht, voorzien van een (draadloze) afstandsbediening.
- Een automatische waterpaszetter stelt de caravan automatisch (elektrisch) waterpas.

### Uitrusting
Tot de standaard uitrusting behoren een aanrecht met gootsteen en kooktoestel, garderobekast, zit-/slaapbanken met daaronder bergruimtes en een tafel.
Een moderne caravan kan voorzien zijn van chemisch toilet, warm en koud tapwater, ringverwarming, koelkast, vrieskast, airconditioning, aansluiting voor kabeltelevisie of satelliettelevisie, vloerverwarming en permanente bedden.
Opgesteld voor verblijf wordt de caravan vaak voorzien van een luifel of een voortent.

### Auto-caravan-combinatie
De combinatie van auto en caravan moet aan bepaalde eisen voldoen. Er zijn wettelijke eisen en functionele eisen welke de gebruiker deels zelf bepaalt.
Enkele aspecten zijn:
- maximum trekgewicht van de auto
- maximum treingewicht
- stabiliteit van de combinatie
- prestaties van de combinatie